# Işınlı, Çatak
Işınlı là một xã thuộc thành phố Çatak, tỉnh Van, Thổ Nhĩ Kỳ. Dân số thời điểm năm 2011 là 388 người.